# 紫色大稻埕
《紫色大稻埕》，2016年三立台灣台週五台灣好戲系列之第10部曲，由青睞影視製作，改編自謝里法的同名小說《紫色大稻埕》。由施易男、柯佳嬿、林玟誼、鄭人碩領銜主演。2015年8月6日開拍，2016年2月13日遠赴日本東京拍攝，2月18日全劇殺青；3月4日上檔。

## 播出時間

### 首播
| 頻道                      | 所在地   | 播出日期      | 播出時間             |
| ------------------------- | -------- | ------------- | -------------------- |
| 三立台灣台                | 臺灣     | 2016年3月4日  | 每週五 22:30-24:00   |
| 三立戲劇台                | 臺灣     | 2016年3月4日  | 每週五 22:30-24:00   |
| WINHD戲劇台               | 臺灣     | 2016年3月4日  | 每週五 22:30-24:00   |
| WINHD綜合台               | 臺灣     | 2016年3月4日  | 每週五 22:30-24:00   |
| 八大第一台                | 臺灣     | 2016年3月5日  | 每週六 10:30-12:00   |
| 公視主頻                  | 臺灣     | 2016年7月23日 | 每週六 21:00-22:30   |
| Astro歡喜台 Astro歡喜台HD | 马来西亚 | 2016年4月2日  | 每週六 19:00 - 20:30 |
| 佳樂台                    | 新加坡   | 2016年7月16日 | 每週六 21:00-22:30   |
| Netflix                   | 全球     | 2018年        |                      |

### 重播
| 頻道        | 所在地 | 播出日期       | 播出時間                 |
| ----------- | ------ | -------------- | ------------------------ |
| 三立台灣台  | 臺灣   | 2016年3月5日   | 每週六 03:30-05:00       |
| 三立台灣台  | 臺灣   | 2016年3月5日   | 每週六 12:30-14:00       |
| 三立台灣台  | 臺灣   | 2016年3月6日   | 每週日 08:30-10:00       |
| 三立台灣台  | 臺灣   | 2022年2月18日  | 每週五 22:15-23:45       |
| 八大第一台  | 臺灣   | 2016年3月5日   | 每週六 20:00-21:30       |
| 八大第一台  | 臺灣   | 2016年3月6日   | 每週日 00:00-01:30       |
| 三立戲劇台  | 臺灣   | 2016年3月7日   | 每週一 03:30-05:00       |
| 三立戲劇台  | 臺灣   | 2016年3月7日   | 每週一 09:30-11:00       |
| 三立戲劇台  | 臺灣   | 2016年3月12日  | 每週六 04:00-05:30       |
| 三立戲劇台  | 臺灣   | 2016年3月12日  | 每週六 16:00-17:30       |
| WINHD戲劇台 | 臺灣   | 2016年3月5日   | 每週六 04:30-06:00       |
| WINHD戲劇台 | 臺灣   | 2016年3月7日   | 每週一 10:30-12:00       |
| WINHD戲劇台 | 臺灣   | 2016年3月7日   | 每週一 16:30-18:00       |
| WINHD綜合台 | 臺灣   | 2016年3月5日   | 每週六 04:30-06:00       |
| 公視主頻    | 臺灣   | 2017年10月23日 | 每週一至週三 21:00-22:00 |
| 公視主頻    | 臺灣   | 2017年10月24日 | 每週二至週四 13:00-14:00 |

## 演員陣容

### 主要角色
| 演員   | 角色              | 介紹 |
| 施易男 | 江逸安            | 大稻埕江記茶行少爺，為人熱情、單純、海派，沒有門戶之見，在同儕中頗受好評。與郭雪湖是一起長大的好友，醉心繪畫，嚮往自由。崇拜蔣渭水，欣賞陳植棋，屢次參加文化協會活動，支持師範學校罷課學潮。但父親一心只期望逸安接管家業，父子衝突不斷。三位母親中，只有大娘支持逸安，從中協調父子關係，開導逸安。後與彩雲結為連理。 |
| 施易男 | 江幸雄            | 江逸安、王彩雲之子，1980年赴美尋訪父親好友雪湖，進而瞭解父親的一生。 |
| 柯佳嬿 | 莊如月            | 宜蘭佃農林家童養媳，個性堅毅、好強不服輸。養兄上學後，如月暗自羨慕，常藉機偷看課本認字。在養父支持下，如月承諾不耽誤家事，養母終於同意讓她去上學，但只讀了幾年即輟學。如月不想接受被安排的命運，逃離養家，到大稻埕投靠喫茶店工作的好友錦玉，因而認識逸安、雪湖一行人。                                               |
| 楊麗音 | 莊如月            | 老年如月。 |
| 鄭人碩 | 石 銘             | 銘新劇團團長，大稻埕殷商子弟，痛恨社會階級，追求自由公平正義。公學校時因為在校說台語及反日思想，被老師毆打退學。後赴日讀中學，畢業後至中國學習，在廈門看到「文明劇」演出，回台後即和同好組成「銘新劇團」演出台語新劇，以戲劇傳播民主進步思想。一眼看出如月潛力，培養她為出色的演員，也漸漸被她吸引。                 |
| 丁強   | 石 銘             | 老年石銘。 |
| 莊凱勛 | 蔣渭水            | 台灣宜蘭人（1890-1931）為台灣日治時期的醫師與民族運動者，創立台灣文化協會與台灣民眾黨，是反日本殖民運動中，重要的領袖。 |
| 馬如龍 | 江民忠            | 江逸安之父，原籍福建安溪，少年時隨父親來台，在新店山上開墾種茶，後開始經營茶葉販售，在大稻埕創辦江記茶行，開始涉足其他產業，投資戲院等。做生意眼光獨到，為人踏實，和日本商人來往密切，也暗中資助蔣渭水的「台灣文化協會」等社會運動。                                                                                 |
| 沛小嵐 | 素蓮              | 江民忠大老婆；採茶工出身的素蓮，為江家童養媳，與江父同甘共苦，一起打拼創立江記茶行，互相扶持一生。 |
| 徐麗雯 | 麗美              | 江民忠二老婆；富商庶出的女兒，個性好強，從不認輸，「目頭巧」，懂得看人臉色，很有生意頭腦，幫忙茶行管理帳務。 |
| 林秀玲 | 桂香              | 江民忠三老婆、逸安的生母；年輕時和郭母同為江記茶行揀茶的女工，個性溫婉善良謹守本份，與大娘二娘平和相處，對獨子逸安的管教相對保守。 |
| 謝瓊煖 | 陳順              | 郭雪湖之母，早年喪夫，一肩扛起家計和教育兒女的大任。個性溫和賢淑，面對種種挑戰從不畏懼，有獨到的生活智慧常開導雪湖及他的友人。 |
| 李辰翔 | 郭雪湖 （郭金火） | 出生於大稻埕番仔溝，本名金火。2歲喪父，由母親獨立撫養長大。聰明手巧，從小就能自製風箏、燈籠等。工業學校退學後，由母親帶引至「雪溪畫館」學畫習藝「雪湖」之名即為蔡雪溪所命。1927年，第一屆台展，郭雪湖與陳進、林玉山入選為東洋畫部的台灣人畫家，有「台展三少年」之稱。                                                |
| 楊烈   | 郭雪湖 （郭金火） | 72歲（1980年），畫家，與妻子阿琴定居於美國加州李奇曼。 |
| 林玟誼 | 王彩雲            | 大稻埕望族王家千金，就讀靜修高女，個性善良開朗、聰慧機靈，勇於表達和堅持自己的看法，並單身赴日求學。後與逸安結為連理。 |
| 李璇   | 王彩雲            | 老年彩雲。 |
| 傅小芸 | 林阿琴            | 畫家，大稻埕南北貨行林家養女，被收養後，養母陸續生下子女，因此備受疼愛。與郭雪湖同為鄉原古統的弟子，勤於習畫。 |
| 嚴藝文 | 林阿琴            | 65歲（1980年），老年阿琴，與丈夫郭雪湖定居於美國加州李奇曼。 |
| 黃宇琳 | 婉華              | 上海人，從小在戲班子長大，接受嚴格訓練，靠著努力與天分，終於成為劇團台柱，為第一個進駐永樂座的京劇團，對石銘的愛卻始終只能存心中。 |
| 王鏡冠 | 阿明              | 從小跟著父親在新店江記茶園種茶，為人忠厚老實，做事勤快機敏，受到江父鼓勵，讀完公學校後，跟著江父到大稻埕江記茶行工作。 |
| 曾子益 | 陳植棋            | 畫家，受教於石川欽一郎。出生於汐止的殷實農家。是出名的孩子頭，充滿領袖型的魅力。1924年因學潮而遭退學處分。受石川老師鼓勵，進入東京美術學校以《台灣風景》《淡水風景》入選第9回、第11回帝展。 |
| 龍劭華 | 蔡雪溪            | 畫家，台北人，本名榮寬。小時便熱衷於繪畫，師事於川田墨風門下，經營『雪溪畫館』。 |
| 江國賓 | 陳澄波            | 畫家，嘉義人（1895-1947），父親為前清秀才，母親早逝，由祖母帶大。自幼喜歡繪畫，18歲考入台北國語學校師範部，接受石川欽一郎指導寫生訓練與水彩技法。 |

### 其他角色
| 演員       | 角色         | 介紹 |
| 黃聖雅     | 錦玉         | 如月同鄉好友，Colour喫茶店員工。                                                                                                 |
| 薛宇廷     | 阿忠         | 銘新劇團團員。 |
| 黃淑       | 阿滿         | 揀茶班婦人，與郭母為鄰居好友。                                                                                                   |
| 加賀美智久 | 山口社長     | 日本水產株式會社社長，投資南港瓶蓋工廠，與江家為多年好友，戰後暫留台灣幫助產業重建。                                             |
| BOSS       | 森田部長     | 日本警察(巡查部長)。 |
| 沈文凱     | 大友巡佐     | 日本巡佐，後為部長。 |
| 簡漢宗     | 領班         | Colour喫茶店領班。 |
| 楊佩潔     | 江寶珠       | 江家最小的女兒，麗美之女，林阿琴的同學。                                                                                         |
| 鄧筠庭     | 江寶珠       | 幼年寶珠。 |
| 黃浩詠     | 阿土         | 永樂座工作人員、銘新劇團團員。死忠的工作人員。                                                                                   |
| 米七偶     | 石川欽一郎   | 日本畫家，臺北第一師範學校以及臺北師範學校圖畫科教師，是臺灣近代西洋美術的啟蒙者，同時也是台灣學校美術教育的開創者。             |
| 張孟豪     | 阿招         | 與瑞堯、雪湖同為『雪溪畫館』弟子。                                                                                               |
| 李吉祥     | 記者         | 民報記者。 |
| 陳奕宏     | 記者         | 民報記者。 |
| 陳家逵     | 李石樵       | 台灣第一代西畫家。有「畫家中的畫家」「九段畫家」「萬米長跑者」之譽。                                                             |
| 劉國劭     | 任瑞堯       | 畫家，蔡雪溪弟子，廣東人，父親為大稻埕『中華會館』館長，與雪湖在『雪溪畫館』學畫，二人為終身好友。                               |
| 邱逸峰     | 經理         | 任職於永樂座，負責劇場業務。 |
| 陳威佐     | 小龍         | 銘新劇團團員。 |
| 游小白     | 小白         | 銘新劇團團員。 |
| 林筳諭     | 江明珠       | 江家次女，二娘麗美的女兒，熱心為逸安做媒。                                                                                       |
| 張世賢     | 廖繼春       | 畫家，台中人，就讀東京美術學校圖畫師範科系，1927年任教於台南長老教會中學，創設赤島社。                                           |
| 白川祐平   | 記者         | 在日本學寮訪問陳澄波的記者。 |
| 方姿懿     | 京劇演員     | 京劇演出人員之一。 |
| 楊傑宇     | 京劇演員     | 京劇演出人員之一。 |
| 蔡力允     | 林玉山       | 畫家，嘉義人，本名林金水，與郭雪湖、陳進有『台展三少年』之稱。2015年由國立台灣美術館收藏的《蓮池》為中華民國國寶。               |
| 林義雄     | 林玉山       | 老年玉山。 |
| 王俊傑     | 劉金狗       | 圖書館管理員。 |
| 陳萬號     | 林桑         | 旅居日本的台灣商人。 |
| 許仁       | 顏水龍       | 畫家，台南人，留學於日本東京美術學校，1929年在法國學習素描、油畫，致力於台灣工藝美術的推動。                                     |
| 久保寺淳子 | 老闆娘       | 書店老闆娘。 |
| 家倉讓     | 流浪漢       | 流浪漢。 |
| 馬場克樹   | 鄉原古統     | 日本畫家，為日治時期著名藝術教育家。提攜後輩甚力，著名弟子包括陳進、林阿琴、郭雪湖等，影響台灣畫壇甚鉅。                         |
| 范時軒     | 桃妹         | 明月亭員工，淒涼身世，和銘新劇團團員阿土有革命情感。                                                                             |
| 王詩淳     | 阿娟         | |
| 朱育宏     | 友人         | 石銘友人。 |
| 陳建隆     | 友人         | 石銘友人。 |
| 葉文豪     | 楊三郎       | 畫家，1934年，自法國返台後，即與顏水龍、李石礁、廖繼春、陳澄波、陳清汾…等7位畫家致力於台陽美術協會的籌備，為台灣藝術的推廣盡心。 |
| 唐成       | 團員         | 銘新劇團團員。 |
| 許豪       | 團員         | 銘新劇團團員。 |
| 孔令元     | 團員         | 阿春。 |
| 目代雄介   | 主管         | 日本主管。 |
| 葛西健二   | 白峰巡查部長 | 日本警察(巡查部長)。 |
| 晨洋       | 經理         | 前任經理去職後，接手永樂座業務，十分力挺銘新劇團。                                                                               |
| 邱竩恬     | 郭禎祥       | 郭雪湖、林阿琴之女。 |
| 賴瑞陽     | 郭松芬       | 郭雪湖、林阿琴之子。 |
| 鍾筱花     | 婦人         | 婦人。 |
| 葉天倫     | 客人         | 外省公務人員。 |
| 吳彩廷     | 郭惠美       | 郭雪湖、林阿琴之女。 |
| 孫陽       | 商人         | 廣東商人。 |
| 陳雨新     | 記者         | 外省記者。 |

### 特別客串
| 演員   | 角色   | 介紹 |
| 樓學賢 | 任先生 | 江家客戶，廣東商人。 |
| 丁寧   | 任太太 | 任先生之妻。 |
| 張翰   | 倪蔣懷 | 台灣第一位西畫家，石川欽一郎的第一個弟子，兼營礦產事業，一生傾囊貢獻於台灣美術之振興及藝術人才之扶植是台灣企業家贊助美術的先驅。         |
| 蔡明修 | 老闆   | 繡莊店老闆，對雪湖母子很照顧。 |
| 范瑞君 | 產婆   | 大稻埕傳統的接生婦。 |
| 黃懷晨 | 阿勇   | 如月從小被送作堆的養兄，忠厚耿直，多次北上要求如月回鄉圓房。                                                                             |
| 張靜之 | 陳進   | 畫家，日治時期台灣女子學畫的第一人，「台展三少年」之一，被譽為『閨秀畫家的代表性人物』。                                                 |
| 徐麗雲 | 陳進   | 老年陳進。 |
| 呂雪鳳 | 阿雪   | 曾為大稻埕藝旦，赴日開設料理屋。在大稻埕時與江民忠熟識。                                                                                 |
| 吳鈴山 | 楊肇嘉 | 臺中清水人，為知名門閥士紳，投身台灣民族運動，鼓吹地方自治。其為人急公好義，多方獎勵青年畫家，推動文化運動不遺餘力。                     |
| 阿嬌   | 媒婆   | 舊時代傳統媒人婆，滿口吉利話。 |
| 陳淑芳 | 陳梅娘 | 林阿琴祖母，對孫女十分疼愛，是阿琴與郭雪湖的媒人。                                                                                       |
| 湯志偉 | 蔡繼坤 | 1945年抗戰勝利後，就任台灣省警備司令部交響樂團首任團長，發展台灣音樂，同時致力於台灣美術的恢復和發展，被稱為「台灣交響樂之父」。         |
| 檢場   | 蔣渭川 | 蔣渭水之弟。1946年成立「臺灣民眾協會」，力圖民主政治。在二二八事件中被國民黨軍隊攻擊，女兒慘死，兒子重傷。                               |
| 王耿豪 | 王添灯 | 文山茶行老二。臺灣省茶業商業同業公會理事長，曾擔任「二二八事件處理委員會」宣傳組長，負責草擬《三十二條處理大綱》，隨後遭國民黨軍警處死。 |

## 電視劇歌曲
| 曲別   | 歌名         | 演唱者 | 作詞                   | 作曲         |
| 片頭曲 | 大稻埕的天光 | 施易男 | 許明傑、高妙慧、葉天倫 | 石青如、朗忍 |
| 片尾曲 | 一輪明月     | 施易男 | 真如                   | 真如         |
| 配樂   | 送別         |        | 李叔同                 | J·P·奥德威   |

## 收視率

### 三立台灣台週五首播
| 播出日期      | 集數     | 標題                   | 平均收視 | 排名 | 備註                                  |
| ------------- | -------- | ---------------------- | -------- | ---- | ------------------------------------- |
| 2016年3月4日  | 1        | 大稻埕的少年           | 1.33     | 2    | 首播有線收視1.66，吸引將近120萬人觀看 |
| 2016年3月11日 | 2        | 七彩的青春             | 1.30     | 2    |                                       |
| 2016年3月18日 | 3        | 走自己的路             | 1.21     | 2    |                                       |
| 2016年3月25日 | 4        | 相知相惜               | 1.25     | 2    |                                       |
| 2016年4月1日  | 5        | 初試啼聲               | 0.99     | 3    |                                       |
| 2016年4月8日  | 6        | 青春夢想 揚帆啟程      | 0.89     | 3    |                                       |
| 2016年4月15日 | 7        | 綻放的青春             | 1.17     | 3    |                                       |
| 2016年4月22日 | 8        | 兄弟登山 夢馳千里      | 0.94     | 3    |                                       |
| 2016年4月29日 | 9        | 築夢踏實 愛情漸萌      | 1.04     | 3    |                                       |
| 2016年5月6日  | 10       | 用咱的熱情，實現咱的夢 | 0.99     | 3    |                                       |
| 2016年5月13日 | 11       | 道路崎嶇，勇敢前行     | 0.74     | 3    |                                       |
| 2016年5月20日 | 12       | 肯定的掌聲，無奈的現實 | 0.87     | 3    |                                       |
| 2016年5月27日 | 13       | 痛苦的深淵，命運的考驗 | 1.00     | 3    |                                       |
| 2016年6月3日  | 14       | 天長地久，此情綿綿     | 0.84     | 3    |                                       |
| 2016年6月10日 | 15       | 初遇真心，命中注定     | 0.87     | 3    |                                       |
| 2016年6月17日 | 16       | 知交半零落，今宵別夢寒 | 0.67     | 4    |                                       |
| 2016年6月24日 | 17       | 明月幾時有，但願人長久 | 0.75     | 4    |                                       |
| 2016年7月1日  | 18       | 誰是社會公敵？         | 0.84     | 4    |                                       |
| 2016年7月8日  | 19       | 無根的花蕊             | 0.69     | 4    |                                       |
| 2016年7月15日 | 20       | 遲來的太平歲月         | 0.93     | 3    |                                       |
| 2016年7月22日 | 21       | 回首來時路，迎接未來   | 0.95     | 3    |                                       |
| 2016年7月29日 | 22       | 歸鄉路迢迢             | 1.12     | 3    | 最終回                                |
| 平均收視      | 平均收視 |                        | 0.97     | -    | -                                     |

- 同時段偶像劇：民視：《廉政英雄》/《我的老師叫小賀》、台視：《幸福不二家》/《遺憾拼圖》、三立都會台：《1989一念間》/《飛魚高校生》
- 由AC尼爾森調查，調查範圍是四歲以上收看電視之觀眾。

## 獎項紀錄

### 電視金鐘獎
| 年份 | 獲提名 | 獎項               | 結果 |
| ---- | ------ | ------------------ | ---- |
| 2016 | 鄭人碩 | 戲劇節目男配角獎   | 提名 |
| 2016 | 黃宇琳 | 戲劇節目新進演員獎 | 提名 |
| 2016 | 陳宗志 | 攝影獎             | 提名 |
| 2016 | 蕭汝冠 | 剪輯獎             | 提名 |
| 2016 | 謝漢諹 | 燈光獎             | 提名 |
| 2016 | 許英光 | 美術設計獎         | 提名 |

### 第21屆亚洲电视大奖
| 年份 | 獲提名         | 獎項               | 結果 |
| ---- | -------------- | ------------------ | ---- |
| 2016 | 柯佳嬿         | 戲劇類最佳女主角   | 提名 |
| 2016 | 葉天倫、陳長綸 | 最佳導演（戲劇類） | 提名 |

## 製作團隊
- 導演：葉天倫、陳長綸
- 統籌：葉丹青
- 編劇：高妙慧、林佳慧、劉宇均
- 監製：項德純、吳聖文
- 製作人：葉金勝 潘婕
- 製作總監：潘鳳珠
- 製作公司：青睞影視
- 製作著作：三立電視
- 特別感謝：郭雪湖基金會、蔣渭水文化基金會、民報、風傳媒、山生有幸
- 贊助單位：萬家香醬園
- 冠名：三立台灣台：萬家香純佳釀

（三立戲劇台&八大第一台&WINHD綜合台&WINHD戲劇台不會顯示冠名）

## 拍攝場景
- 台灣
- 基隆
  - 舊七堵火車站鐵道公園
- 台北
  - 台大法學院
  - 台北市中山堂堡壘咖啡廳
  - 大稻埕碼頭
  - 大同區新芳春茶行
  - 大同區葉晋發商號（迪化街）
  - 大同區金合發香鋪（迪化街）
  - 萬華區剝皮寮歷史街區
- 新北市
  - 八里台北港
  - 淡水淡江中學
  - 淡水淡水碼頭
  - 汐止拱北殿
  - 板橋435藝文特區
  - 平溪太子賓館
- 桃園市
  - 復興區四合宅院
- 新竹市
  - 新竹州廳
- 新竹縣
  - 關西糯米橋
  - 竹東華光照相館
- 宜蘭縣
  - 國立傳統藝術中心
  - 頭城農場
- 美國
  - 舊金山藝術宮
  - 舊金山Richmond「望海山莊」
- 日本
  - 東京江戶園區

## 出版
- 出版日期：2009年3月12日，《紫色大稻埕》，作者： 謝里法，出版社：藝術家，ISBN 9789866565243

## 外部連結
- 三立官網
  - 三立新版官網
- 八大官網
- 公視官網
- 紫色大稻埕的Facebook專頁
- YouTube上的紫色大稻埕播放列表

## 電視節目的變遷
| 中華民國 三立台灣台、三立戲劇台 台灣好戲系列 · 每週五 22:30 - 00:00                                                                                                | 中華民國 三立台灣台、三立戲劇台 台灣好戲系列 · 每週五 22:30 - 00:00 | 中華民國 三立台灣台、三立戲劇台 台灣好戲系列 · 每週五 22:30 - 00:00                                                    |
| --- | ------------------------------------------------------------------- | --- |
| | 紫色大稻埕 （2016年3月4日－2016年7月29日）                          | |
| 思慕的人 （2015年7月10日－2015年10月16日）台灣尚青精選 （2015年10月23日－2016年2月26日）                                                                           | 白鷺鷥的願望 （2016年8月5日－2016年12月23日）                       | |
| 中華民國 三立台灣台 台灣好戲系列 · 每週五 22:15 - 23:45 · 3月18日 22:30 - 00:00 · 3月25日 22:20 - 23:50                                                            |                                                                     | |
| 羅雀高飛（重播） （2021年10月8日－2022年2月11日） | 紫色大稻埕 (重播) （2022年2月18日－2022年7月15日）                  | 苦力 （22:15－23:15） （2022年7月22日－2023年2月10日）戲說台灣(精華版) （23:15－23:45） (2022年7月22日－2023年2月10日) |
| 中華民國 八大第一台 每週六 10:30 - 12:00 |                                                                     | |
| 思慕的人 （2015年7月11日－2015年10月17日）台灣好歌聲（重播） （2015年10月24日－2016年2月27日）                                                                     | 紫色大稻埕 （2016年3月5日－2016年7月30日）                          | 命運交叉路 （2016年8月6日－2016年10月29日）                                                                            |
| 中華民國 WINHD戲劇台、WINHD綜合台 每週五 22:30 - 24:00 |                                                                     | |
| 思慕的人 （2015年7月10日－2015年10月16日）夜市人生 （22:00－23:00） （2015年10月23日－2016年2月26日）型男大主廚 （23:00－24:00） （2015年10月23日－2016年2月26日） | 紫色大稻埕 （2016年3月4日－2016年7月29日）                          | 給愛麗絲的奇蹟 （2016年8月5日－2016年11月11日）                                                                        |
| 中華民國 公視主頻 每週六 21:00 - 22:30 |                                                                     | |
| 今晚，你想點什麼？ （2016年6月18日－2016年7月16日） | 紫色大稻埕 （2016年7月23日－2017年1月7日）                          | 週末電影院－失戀急讓 （2017年1月14日）                                                                                 |

| 马来西亚 Astro歡喜台、Astro歡喜台HD 每週六 19:00 - 20:30 · 7月9日起改為星期六至日 19:00 - 20:30 · 7月23日起改为星期六至日 20:30 - 22:00 | 马来西亚 Astro歡喜台、Astro歡喜台HD 每週六 19:00 - 20:30 · 7月9日起改為星期六至日 19:00 - 20:30 · 7月23日起改为星期六至日 20:30 - 22:00 | 马来西亚 Astro歡喜台、Astro歡喜台HD 每週六 19:00 - 20:30 · 7月9日起改為星期六至日 19:00 - 20:30 · 7月23日起改为星期六至日 20:30 - 22:00 |
| --- | --- | --- |
| | 紫色大稻埕 （2016年4月2日－2016年7月31日）                                                                                              | |
| 思慕的人 （2016年1月10日－2016年3月27日）                                                                                               | 白鷺鷥的願望 （2016年8月6日－2016年12月24日）                                                                                           | |

| 新加坡 佳樂台 每週六 21:00 - 22:30         | 新加坡 佳樂台 每週六 21:00 - 22:30           | 新加坡 佳樂台 每週六 21:00 - 22:30 |
| ------------------------------------------ | -------------------------------------------- | ---------------------------------- |
|                                            | 紫色大稻埕 （2016年7月16日－2016年12月10日） |                                    |
| 西遊奇遇記 （2016年4月23日－2016年7月9日） | 白鷺鷥的願望 (2016年12月17日-）              |                                    |